# Aurora Bretón
Aurora Bretón, född 10 januari 1950, död 27 maj 2014, var en mexikansk bågskytt. Hon deltog vid olympiska sommarspelen 1972, 1984, 1988 och 1992.